# Covid19-gyógyszer-újrafelhasználási kutatás
A gyógyszer-újrapozícionálás (más néven gyógyszer-újrapurposing, re-profilozás, re-tasking vagy terápiás váltás) egy engedélyezett gyógyszer újrapozícionálása egy másik betegség vagy egészségügyi állapot kezelésére, mint amire eredetileg kifejlesztették. This is one line of scientific research which is being pursued to develop safe and effective Covid19 treatments. Ez a tudományos kutatás egyik irányvonala, amelyet a Covid19 biztonságos és hatékony kezeléseinek kifejlesztése érdekében folytatnak. További kutatási irányok közé tartozik a Covid19-vakcina és a lábadozó plazma transzfúziójának kifejlesztése.
Számos létező vírusellenes gyógyszert, amelyeket korábban a súlyos akut légzőszervi szindróma (SARS), a közel-keleti légzőszervi szindróma (MERS), a HIV/AIDS és a malária kezelésére fejlesztettek ki vagy alkalmaztak, a Covid19 lehetséges kezeléseként kutattak, és néhányat már klinikai vizsgálatokba is bevezettek.
A Nature Biotechnology című folyóiratnak 2020 februárjában adott nyilatkozatában Vincent Munster, az amerikai Nemzeti Egészségügyi Intézetek Vírusökológiai Osztályának vezetője elmondta: "A MERS, a SARS és a SARS-CoV- vírusok általános genomikai felépítése, általános szaporodási kinetikája és biológiája nagyon hasonló, ezért logikus lépés az olyan gyógyszerek tesztelése, amelyek e koronavírusok viszonylag általános részeit célozzák".

## Monoklonális antitestek
Az átcsoportosítás céljából vizsgált monoklonális antitestek közé tartoznak az IL-6 elleni szerek (tocilizumab) és az IL-8 elleni szerek (BMS-986253). (Ez párhuzamosan zajlik a kifejezetten a Covid19 számára kifejlesztett új monoklonális antitest-gyógyszerekkel).
A mavrilimumab egy humán monoklonális antitest, amely gátolja a humán granulocita makrofág kolónia-stimuláló faktor receptorát (GM-CSF-R). Azt vizsgálták, hogy javíthatja-e a Covid19 tüdőgyulladásban és szisztémás hiperinflammációban szenvedő betegek prognózisát. Egy kis tanulmány a mavrilimumabbal történő kezelés bizonyos előnyös hatását jelezte azokhoz képest, akik nem kaptak mavrilimumabot.
2021 januárjában az Egyesült Királyság Nemzeti Egészségügyi Szolgálata iránymutatást adott ki arról, hogy az immunmoduláló gyógyszerek, a tocilizumab és a sarilumab előnyös, ha azonnal adják az intenzív osztályra felvett Covid19-es betegek számára, miután egy kutatás szerint 24%-kal csökkent a halálozás kockázata.

### Tocilizumab
A tocilizumab egy interleukin-6-gátló, amelyet számos betegségben, többek között reumás artritiszben, óriássejtes arteritiszben, szisztémás juvenilis idiopátiás artritiszben és súlyos citokinfelszabadulási szindrómában engedélyezett alkalmazni. Alkalmazását számos vizsgálatban vizsgálták.
A Hoffmann-La Roche és a WHO súlyos esetekben külön vizsgálatokat végzett. A Roche 2020. július 29-én jelentette be, hogy a Covid-betegek tüdőgyulladásának kezelésére szolgáló tocilizumabbal végzett randomizált, kettős vak vizsgálata nem mutatott előnyöket.
Az Egyesült Királyságban végzett REMAP-CAP vizsgálat megállapította, hogy a tocilizumab előnyös volt a súlyos Covid19-ben szenvedő, kritikus állapotban lévő, intenzív osztályon légzés- vagy szív- és érrendszeri szervi támogatásban részesülő felnőtteknél, ha azt a szervi támogatás szükségességét követő 24 órán belül kezdték el. A tocilizumab alkalmazását és a terápiában elfoglalt helyét a brit NICE 2021 januárjában aktualizálta.
Az Egyesült Királyságban a nagyszabású RECOVERY-tesztnek volt a része. A közzétett eredményeket a legmeghatározóbb bizonyítékként tekintették át, amely azt a vitát kezeli, hogy a tocilizumabot be kell-e vonni a Covid19-ben szenvedő súlyos betegek kezelésébe. Több mint 4000 felnőttet osztottak be véletlenszerűen a cilizumab vagy a szokásos kezelés mellé, ami többszöröse a korábbi randomizált vizsgálatok összlétszámának, és a legtöbb beteg szisztémás kortikoszteroidot kapott. A 28 napon belüli halálozás 31% volt a cilizumabot kapó betegeknél és 35% a szokásos ellátásban részesülőknél (arányszám 0-85; p=0-0028). A kórházból 28 napon belül történő elbocsátás is valószínűbb volt.
2021 júniusában az Egyesült Államok Élelmiszer- és Gyógyszerügyi Hivatala (FDA) sürgősségi felhasználási engedélyt (EUA) adott ki a tocilizumabra a Covid19 kezelésére olyan kétéves vagy idősebb kórházi betegeknél, akik szisztémás kortikoszteroidot kapnak, és kiegészítő oxigénre, nem invazív vagy invazív mechanikus lélegeztetésre vagy extrakorporális membránoxigenizációra (ECMO) van szükségük.
2021 augusztusától az Európai Gyógyszerügynökség (EMA) értékeli a tocilizumabot, hogy kiterjeszthesse alkalmazását a súlyos Covid19-ben szenvedő, kórházban fekvő felnőttek kezelésére, akik már kortikoszteroid-kezelésben részesülnek, és kiegészítő oxigénre vagy gépi lélegeztetésre (gépi lélegeztetésre) van szükségük.

## Vírusellenes szerek
A kutatás a korábban más vírusok, például a MERS-CoV, a SARS-CoV és a nyugat-nílusi vírus ellen kifejlesztett, jóváhagyott vírusellenes gyógyszerek újrafelhasználására összpontosít. Ezek közé tartozik a favipiravir, a remdesivir, a ribavirin, a triazavirin és az umifenovir.
Az artesunát/pironaridin kombináció gátló hatást fejtett ki a SARS-CoV-2-re in vitro vizsgálatokban Hela sejtekkel. Az artesunát/pironaridin 24 óra elteltével 99%-os vagy annál nagyobb vírustiter-gátlási arányt mutatott, miközben a citotoxicitás is csökkent. Egy 2020 júliusában megjelent előnyomtatás arról számolt be, hogy a pironaridin és az artesunát vírusellenes aktivitást mutat a SARS-CoV-2 és az influenzavírusokkal szemben emberi tüdőhámsejtek (Calu-3) felhasználásával. Dél-Koreában és Dél-Afrikában II. fázisú klinikai vizsgálat folyik.
A GS-441524 a ProTide remdesivir nukleozidja. Kimutatták, hogy 96%-os gyógyulási aránnyal gyógyítja a macskák fertőző hashártyagyulladásával (FIP), a koronavírus macskáknál előforduló formájával fertőzött macskákat. Vizsgálatok kimutatták, hogy a remdesivir beadása esetén is a GS-441524 a domináns metabolit, amely a szérumban kering a remdesivir pro-drogok gyors hidrolízise, majd a defoszforiláció miatt.[megbízhatatlan orvosi forrás? ] Egyes kutatók a Covid19 kezelésében való hasznosságát javasolták, megjegyezve a könnyebb szintézist, a májban történő first-pass metabolizmus hiányát, a nagyobb hidrofilitást és a trifoszfátképződést a CES1 és CTSA, a remdesivir bioaktiválásához szükséges enzimek expressziójától független sejttípusokban.
A molnupiravir az influenza kezelésére kifejlesztett gyógyszer. Jelenleg a Covid19 kezelésére szolgáló II. fázisú vizsgálatokban van. 2020 decemberében a tudósok arról számoltak be, hogy az influenza kezelésére kifejlesztett molnupiravir vírusellenes gyógyszer 24 órán belül teljesen elnyomja a SARS-CoV-2 terjedését görényekben, amelyek Covid19 terjedése szerintük nagyon hasonlít a SARS-CoV-2 terjedéséhez az emberi fiatal felnőtt populációkban.
A niklosamidot egy Dél-Koreában végzett in vitro gyógyszerszűrési vizsgálat során vírusellenes jelöltként azonosították.
A laboratóriumban olyan proteázgátlókat kutatnak és fejlesztenek, amelyek kifejezetten a 3CLpro proteázt célozzák, mint például a CLpro-1, a GC376 és a Rupintrivir.
A koronavírus fajok inherens rezisztenciával rendelkeznek a ribavirinnel szemben.

### Favipiravir
A favipiravir egy vírusellenes gyógyszer, amelyet Japánban az influenza kezelésére hagytak jóvá. Korlátozott bizonyítékok utalnak arra, hogy más antivirális gyógyszerekkel összehasonlítva a favipiravir javíthatja a Covid19-ben szenvedők kimenetelét, de szigorúbb vizsgálatokra van szükség, mielőtt bármilyen következtetést le lehetne vonni.
A Wuhanban és Sencsenben végzett kínai klinikai vizsgálatok azt állították, hogy a favipiravir "egyértelműen hatékony". A sencseni 35 beteg közül átlagosan 4 nap alatt negatív lett a teszt, míg a betegség hossza 11 nap volt azon 45 betegnél, akik nem kapták meg. Egy Wuhanban végzett vizsgálatban 240 tüdőgyulladásos beteg fele favipiravirt, fele pedig umifenovirt kapott. A kutatók megállapították, hogy a betegek gyorsabban gyógyultak a köhögésből és a lázból, ha favipiravirrel kezelték őket, de abban nem volt változás, hogy az egyes csoportokban hány beteg jutott előrehaladottabb, lélegeztetőgépes kezelést igénylő stádiumba.
2020. március 22-én Olaszország engedélyezte a Covid19 elleni kísérleti alkalmazást, és megkezdte a kísérletek lefolytatását a betegség által leginkább érintett három régióban. Az olasz gyógyszerügynökség emlékeztetett arra, hogy a gyógyszerrel kapcsolatban rendelkezésre álló bizonyítékok szűkösek és előzetesek.
2020. május 30-án az orosz egészségügyi minisztérium jóváhagyta a favipiravir generikus változatát, az Avifavir-t, amely a klinikai vizsgálatok első szakaszában igen hatékonynak bizonyult.
2020 júniusában India engedélyezte a favipiravír FabiFlu nevű, a Glenmark Pharmaceuticals által kifejlesztett generikus változatának alkalmazását a Covid19 enyhe és közepesen súlyos esetek kezelésére.
2021. május 26-án egy szisztematikus áttekintés 24%-kal nagyobb esélyt talált a klinikai javulásra, ha a kórházi kezelést a kórházi kezelés első hét napján adják, de a halálozás nem csökkent statisztikailag szignifikánsan egyik csoportban sem, beleértve a kórházi kezelt betegeket és az enyhe vagy közepes tünetekkel rendelkezőket.

### Lopinavir/ritonavir
2020 márciusában a SARS-CoV-2 vírus fő proteázát (3CLpro) azonosították a fertőzés utáni gyógyszerek célpontjaként. Az enzim nélkülözhetetlen a replikációval kapcsolatos poliprotein feldolgozásához. Az enzim megtalálásához a tudósok a kínai kutatók által 2020 januárjában közzétett genomot használták fel a fő proteáz izolálásához. A humán immunhiányos vírusok (HIV) kezelésére engedélyezett proteázgátlók - a lopinavir és a ritonavir - előzetes bizonyítékok szerint a koronavírusok, a SARS és a MERS ellen is hatásosak. Lehetséges kombinációs terápiaként ezeket együtt alkalmazzák a 2020-as globális Szolidaritás projekt két III. fázisú ágában a COVID-19-re vonatkozóan. Egy Kínában végzett előzetes vizsgálat a kombinált lopinavir és ritonavir kombinációjával kapcsolatban nem talált hatást a COVID-19 miatt kórházba került embereknél.

A lopinavir/ritonavir (Kaletra), a lopinavir és a ritonavir antivirális szerek kombinációjával végzett egyik vizsgálat arra a következtetésre jutott, hogy "nem volt megfigyelhető előny". A gyógyszereket úgy tervezték, hogy a proteázhoz kötődve gátolják a HIV szaporodását. A Coloradói Egyetem kutatócsoportja megpróbálja módosítani a gyógyszereket, hogy olyan vegyületet találjanak, amely a SARS-CoV-2 proteázához kötődik. A tudományos közösségen belül kritikák fogalmazódnak meg azzal kapcsolatban, hogy az erőforrásokat kifejezetten a HIV/AIDS-re kifejlesztett gyógyszerek újrafelhasználására irányítsák, mivel ezek a gyógyszerek valószínűleg nem lesznek hatékonyak egy olyan vírus ellen, amelyből hiányzik az általuk megcélzott specifikus HIV-1 proteáz. A WHO a lopinavir/ritonavir hatóanyagot is bevette a nemzetközi Solidarity kísérletbe.
Június 29-én a brit RECOVERY Trial vezető vizsgálói arról számoltak be, hogy a 28 napos kezelés során 1596 súlyos Covid19-fertőzéssel kórházba került embernél a lopinavir-ritonavir alkalmazása nem hozott klinikai előnyt.
Egy 2020 októberében közzétett tanulmány, amely azokat az FDA által engedélyezett gyógyszereket vizsgálta, amelyek a SARS-CoV-2 spike (S) fehérjét célozzák, azt javasolta, hogy a lopinavir jelenlegi kiegyensúlyozatlan kombinációs formulája valójában zavarhatja a ritonavirnak a receptorkötő domén-humán angiotenzin konvertáló enzim-2 (RBD-hACE2) kölcsönhatáson kifejtett blokkoló hatását, így hatékonyan korlátozhatja terápiás előnyét a COVID-19-es esetekben.

### Remdesivir
A Veklury márkanév alatt forgalmazott Remdesivir egy széles spektrumú vírusellenes gyógyszer, amelyet a Gilead Sciences biofarmáciai vállalat fejlesztett ki. Vénába adott injekció formájában adják be. A COVID-19-világjárvány idején a remdesivirt mintegy 50 országban hagyták jóvá vagy engedélyezték sürgősségi használatra a Covid19 kezelésére. Az Egészségügyi Világszervezet 2020 novemberében frissített iránymutatásai feltételes ajánlást tartalmaznak a remdesivir Covid19 kezelésére történő alkalmazása ellen.
A remdesivirt eredetileg a hepatitis C kezelésére fejlesztették ki, majd ezt követően az Ebola-vírus és a Marburg-vírus fertőzések kezelésére vizsgálták, mielőtt a Covid19-fertőzés utáni kezelésként tanulmányozták.
A leggyakoribb mellékhatás egészséges önkénteseknél a májenzimek emelkedett vérszintje (a májproblémák jele). A Covid19-gyel kezelt személyeknél a leggyakoribb mellékhatás a hányinger. A mellékhatások közé tartozhat a májgyulladás és az infúzióval összefüggő, hányingerrel, alacsony vérnyomással és izzadással járó reakció.
A remdesivir egy olyan prodrug, amelynek célja, hogy lehetővé tegye a GS-441524 monofoszfát intracelluláris szállítását és az azt követő biotranszformációt GS-441524 trifoszfáttá, a vírus RNS-polimeráz ribonukleotid analóg gátlójává.
Az amerikai Élelmiszer- és Gyógyszerügyi Hivatal (FDA) első osztályú gyógyszernek tekinti.
Parazitaellenes szerek
Reneszánszát éli a gazdaszervezet-irányított gyógyszerek vírusellenes terápiára való átcsoportosításának gondolata. Egyes esetekben a kutatások rávilágítottak az akut RNS-vírusfertőzések kezelésére való alkalmazásuk alapvető korlátaira. A vizsgált antiparaziták közé tartozik a klorokvin, a hidroxiklorokvin, a mefloquin, az ivermektin és az atovakon.

## Antiparaziták

### Klorokvin és hidroxiklorokvin
Ez a szakasz a Klorokvin és hidroxiklorokvin a Covid19-világjárvány idején című cikk egy kivonata[szerkesztés].
A klorokvin és a hidroxiklorokvin maláriaellenes gyógyszerek, amelyeket egyes autoimmun betegségek ellen is alkalmaznak. A klorokvin a hidroxiklorokinnal együtt a Covid19 korai, sikertelen kísérleti kezelése volt. Nem hatékonyak a fertőzés megelőzésére.
Több országban kezdetben klorokint vagy hidroxiklorokint alkalmaztak a Covid19-cel kórházba került személyek kezelésére (2020 márciusától), bár a gyógyszert hivatalosan nem hagyták jóvá klinikai vizsgálatokon keresztül. 2020 áprilisától júniusáig az Egyesült Államokban sürgősségi felhasználási engedély volt a használatukra, és a betegség lehetséges kezelésére címkéjén kívül alkalmazták. 2020. április 24-én az FDA a "súlyos szívritmuszavarok" kockázatára hivatkozva figyelmeztetést tett közzé a Covid19-gyógyszer "kórházi környezeten vagy klinikai vizsgálaton kívüli" használatára vonatkozóan.
Használatát a Covid19-fertőzés lehetséges kezeléseként visszavonták, amikor a nemzetközi Solidarity vizsgálatban és a brit RECOVERY Trialban bebizonyosodott, hogy a súlyos Covid19-betegségben szenvedő kórházi betegek számára nem volt előnyös. Június 15-én az FDA visszavonta a sürgősségi felhasználási engedélyt, mondván, hogy „már nem észszerű azt hinni”, hogy a gyógyszer hatékony a Covid19 ellen, vagy hogy előnyei felülmúlják az "ismert és lehetséges kockázatokat". 2020 őszén a National Institutes of Health kezelési irányelveket adott ki, amelyekben a Covid19 esetében a hidroxiklorokvin alkalmazását ellenzi, kivéve, ha az egy klinikai vizsgálat részeként történik.
Indiában 2021-ben a hidroxiklorokvin az enyhe esetek ajánlott kezelésének része volt.

### Ivermektin
In vitro az ivermektin vírusellenes hatást fejt ki több különböző pozitív szenzitású egyszálú RNS-vírussal szemben, beleértve a SARS-CoV-2-t is. Későbbi vizsgálatok megállapították, hogy az ivermektin képes gátolni a SARS-CoV-2 replikációját majomvese-sejtkultúrában 2,2-2,8 μM IC50-értékkel. Ezen információk alapján azonban a vírusellenes hatás eléréséhez az emberekben való alkalmazáshoz engedélyezett vagy biztonságosan elérhető maximális dózisoknál jóval nagyobb dózisokra lenne szükség. A gyakorlati nehézségektől eltekintve, az ilyen nagy dózisok nem tartoznak a gyógyszer jelenlegi humán felhasználási engedélyei alá, és toxikusak lennének, mivel a vírusellenes hatásmechanizmus a gazdasejtes folyamatok elnyomása, különösen az importin α/β1 általi nukleáris transzport gátlása révén működik. A lovaknak szánt, nagy koncentrációjú készítmény alkalmazása öngyógyítás során számos esetben a páciens kórházi kezeléséhez vezetett, a túladagolás pedig halálhoz vezethet, valószínűleg más gyógyszerekkel való kölcsönhatás miatt. A korábbi kis létszámú vagy gyenge minőségű vizsgálatokból eredő bizonytalanságok feloldására 2021 júniusától nagyszabású vizsgálatok folynak az Egyesült Államokban és az Egyesült Királyságban.
A Covid19 esetében az ivermektinnel kapcsolatos számos tanulmánynak komoly módszertani korlátai vannak, ami nagyon alacsony bizonyosságot eredményez. Ennek eredményeképpen több szervezet nyilvánosan úgy nyilatkozott, hogy a Covid19 elleni hatékonyságra vonatkozó bizonyítékok gyengék. 2021 februárjában a Merck, a gyógyszer kifejlesztője nyilatkozatot adott ki, amelyben kijelentette, hogy nincs jó bizonyíték arra, hogy az ivermektin hatékony a Covid19 ellen, és hogy az ilyen alkalmazás megkísérlése nem biztonságos. Az Egyesült Államok Nemzeti Egészségügyi Intézeteinek Covid19 kezelési irányelvei szerint az ivermektinre vonatkozó bizonyítékok túlságosan korlátozottak ahhoz, hogy ajánlást lehessen tenni a használata mellett vagy ellen. Az Egyesült Királyságban a nemzeti COVID-19 Therapeutics Advisory Panel úgy ítélte meg, hogy az ivermektin Covid19-kezelésként való alkalmazására vonatkozó bizonyítékok és a valószínűség nem elegendőek a további vizsgálatok folytatásához.
Az ivermektint az Egyesült Államok Élelmiszer- és Gyógyszerügyi Hivatala (FDA) nem engedélyezte semmilyen vírusos betegség kezelésére, és az Európai Unióban sem engedélyezett a Covid19 kezelésére. Az ivermektinnel kapcsolatos bizonyítékok áttekintése után az Európai Gyógyszerügynökség (EMA) azt mondja, hogy „a rendelkezésre álló adatok nem támasztják alá a Covid19 kezelésére való alkalmazását jól megtervezett klinikai vizsgálatokon kívül”. A WHO is azt mondta, hogy az ivermektin nem alkalmazható a Covid19 kezelésére, kivéve klinikai vizsgálat keretében. A Brazil Egészségügyi Szabályozó Hatóság, a Brazil Fertőző Betegségek Társasága és a Brazil Tüdőgyógyász Társaság állásfoglalást adott ki, amelyben az ivermektin korai stádiumú Covid19 megelőzésére vagy kezelésére történő alkalmazását ellenzik.
A félretájékoztatás, a bizalom csökkenése és a növekvő eset- és halálozási számok miatti kétségbeesés az ivermektin használatának növekedéséhez vezetett Közép- és Kelet-Európában, Latin-Amerikában és Dél-Afrikában. Számos olyan országban, ahol a hivatalos engedélyt nem adták meg, feketepiac is kialakult.
Az ivermektinnel kapcsolatos, a közösségi médiában terjedő félretájékoztatás különösen nagy figyelmet kapott Dél-Afrikában, ahol a "Dél-Afrikának joga van az ivermektinhez" nevű oltásellenes csoport lobbizik azért, hogy a gyógyszer receptre kapható legyen. Egy másik csoport, az "Ivermectin Interest Group" bírósági pert indított a Dél-afrikai Egészségügyi Termékeket Szabályozó Hatóság (SAHPRA) ellen, és ennek eredményeképpen mentességet adtak a könyörületes felhasználás alól. A SAPHRA 2021 áprilisában kijelentette, hogy "jelenleg nincs engedélyezett kezelés a Covid19-fertőzésekre".
Annak ellenére, hogy nem áll rendelkezésre magas színvonalú bizonyíték a hatékonyságra és az ellenkezőjére utaló tanácsadás, egyes kormányok engedélyezték a Covid19-megelőzésre és -kezelésre történő off-label alkalmazását. A következő országok adtak ilyen hivatalos engedélyt az ivermektinnek: Cseh Köztársaság, Szlovákia, Mexikó, Peru (később visszavonták), India (később visszavonták) és a kolumbiai Cali város.

## Véralvadásgátlók
A kezeléshez javasoltak véralvadást gátló gyógyszereket, és úgy tűnik, hogy az alacsony molekulasúlyú heparinnal végzett antikoaguláns kezelés jobb kimenetelűnek bizonyul a súlyos Covid19 esetében, amely a koagulopátia jeleit mutatja (emelkedett D-dimer). Olaszországban számos antikoagulánst teszteltek, az alacsony molekulasúlyú heparint széles körben használják a betegek kezelésére, ami arra késztette az olasz gyógyszerhatóságot, hogy irányelveket tegyen közzé a használatára vonatkozóan.
A tudósok megállapították, hogy a heparin képes a SARS-CoV-2 vírus spike fehérjéjéhez kötődni, semlegesítve azt, és a gyógyszert lehetséges vírusellenes szerként javasolták.
Április 14-én Olaszországban bejelentettek egy 300 betegre kiterjedő multicentrikus vizsgálatot, amely az enoxaparin-nátrium profilaxis és terápiás dózisban történő alkalmazását kutatja.
A véralvadásgátló dipiridamolt a Covid19 kezelésére javasolják, és egy klinikai vizsgálat folyamatban van.

## Immunszuppresszánsok
2021 júliusától az Európai Gyógyszerügynökség (EMA) elbírálja az anakinra (Kineret) alkalmazásának kiterjesztésére irányuló kérelmet, hogy a Covid19-et olyan felnőtteknél is alkalmazzák, akiknél fennáll a súlyos légzési elégtelenség (a tüdő megfelelő működésének képtelensége) kialakulásának kockázata.

## Interferonok
Az immunmoduláló hatású gyógyszerek, amelyek hasznosnak bizonyulhatnak a Covid19 kezelésében, közé tartoznak az I. típusú interferonok, mint például az interferon-β, a peginterferon alfa-2a és -2b.
Az IFN-β 1b-ről egy nyílt, randomizált, kontrollált vizsgálatban kimutatták, hogy a lopinavir/ritonavirrel és ribavirinnel kombinálva jelentősen csökkenti a vírusterhelést, enyhíti a tüneteket és csökkenti a citokinreakciókat, összehasonlítva a lopinavirral/ritonavirrel önmagában. <Lancet 2020;395(10238):1695-1704> Az IFN-β-t a nemzetközi Solidarity Trialben a Lopinavir és a ritonavir HIV-gyógyszerekkel kombinálva veszik fel. valamint a REMAP-CAP A finn Faron Pharmaceuticals biotechnológiai cég folytatja az INF-béta fejlesztését az ARDS kezelésére, és részt vesz a Covid19 elleni világméretű kezdeményezésekben[amely?], köztük a Solidarity trialban. A Synairgen brit biotechnológiai cég megkezdte az eredetileg a COPD kezelésére kifejlesztett IFN-β gyógyszerrel kapcsolatos vizsgálatokat.

## Szteroidok

### Dexametazon
A dexametazon egy kortikoszteroid gyógyszer, amelyet többek között reumatikus problémák, bőrbetegségek, asztma és krónikus obstruktív tüdőbetegség kezelésére használnak. A dexametazon akut légzési distressz szindróma (ARDS) kezelésében alkalmazott többközpontú, randomizált, kontrollált vizsgálat, amelyet 2020 februárjában tettek közzé, kimutatta a mechanikus lélegeztetés szükségességének és a halálozásnak a csökkenését. A dexametazon csak a kiegészítő oxigénre szorulóknál hasznos. Hét randomizált vizsgálat elemzését követően a WHO a súlyos vagy kritikus betegségben szenvedők kezelésére vonatkozó iránymutatásokban a szisztémás kortikoszteroidok alkalmazását ajánlja, és azt, hogy ne alkalmazzák olyan személyeknél, akik nem felelnek meg a súlyos betegség kritériumainak.
Június 16-án az Oxfordi Egyetem RECOVERY-tesztje sajtóközleményt adott ki, amelyben bejelentette az előzetes eredményeket, miszerint a gyógyszer a lélegeztetőgépen lévő résztvevőknél körülbelül egyharmadával, az oxigénen lévő résztvevőknél pedig körülbelül egyötödével csökkentheti a halálozást; a légzéstámogatásra nem szoruló betegeknél nem jelentett előnyt. A kutatók becslése szerint 8 lélegeztetőgépen lévő beteg dexametazon kezelésével egy életet mentettek meg, 25 oxigénen lévő beteg kezelésével pedig egy életet. Több szakértő is a teljes adatsor gyors közzétételére szólított fel, hogy az eredmények szélesebb körű elemzése lehetővé váljon. Az előzetest június 22-én tették közzé, a lektorált cikk pedig július 17-én jelent meg.
Ezen előzetes eredmények alapján az amerikai Nemzeti Egészségügyi Intézet (NIH) a dexametazon-kezelést ajánlotta a Covid19-ben szenvedő, gépi lélegeztetés alatt álló vagy kiegészítő oxigénre szoruló, de nem gépi lélegeztetés alatt álló betegek számára. Az NIH nem javasolja a dexametazon alkalmazását olyan Covid19-es betegeknél, akik nem igényelnek kiegészítő oxigént. 2020 júliusában az Egészségügyi Világszervezet (WHO) kijelentette, hogy folyamatban van a kezelési irányelvek frissítése a dexametazon vagy más szteroidok bevonása érdekében.
Az Amerikai Fertőző Betegségek Társasága (Infectious Diseases Society of America, IDSA) irányadó bizottsága a glükokortikoidok alkalmazását javasolja a súlyos Covid19-es betegek esetében; ahol súlyosnak minősülnek azok a betegek, akiknek oxigénszaturációja (SpO2) ≤94% szobai levegőn, és akiknek kiegészítő oxigénre, gépi lélegeztetésre vagy testen kívüli membránoxigenizációra (ECMO) van szükségük. Az IDSA nem javasolja a glükokortikoidok alkalmazását a Covid19-ben szenvedők esetében, akiknél nincs kiegészítő oxigént igénylő hipoxémia.
2020 júliusában az Európai Gyógyszerügynökség (EMA) megkezdte a RECOVERY vizsgálati ág eredményeinek felülvizsgálatát, amely a kórházba felvett Covid19-es betegek kezelésében a dexametazon alkalmazását foglalta magában, hogy véleményt nyilvánítson az eredményekről. Különösen a gyógyszer lehetséges alkalmazására összpontosított a Covid19-ben szenvedő felnőttek kezelésében.
2020 szeptemberében a WHO frissített iránymutatást adott ki a kortikoszteroidok Covid19 kezelésére történő alkalmazásáról. A WHO a súlyos és kritikus állapotú Covid19-ben szenvedők kezelésére a szisztémás kortikoszteroidok helyett a szisztémás kortikoszteroidok mellőzését ajánlja (erős ajánlás, közepes bizonyosságú bizonyítékokon alapul). A WHO azt javasolja, hogy a nem súlyos Covid19-ben szenvedők kezelésében ne alkalmazzanak kortikoszteroidokat (feltételes ajánlás, amely alacsony bizonyosságú bizonyítékokon alapul).
2020 szeptemberében az Európai Gyógyszerügynökség (EMA) jóváhagyta a dexametazon alkalmazását olyan felnőttek és serdülők (tizenkét éves kortól és legalább 40 kilogramm testtömeggel) esetében, akik kiegészítő oxigénterápiát igényelnek. A dexametazon szájon át szedhető, vagy injekcióként vagy infúzióban (csepegtetve) vénába adható.

### Hidrokortizon
2020 szeptemberében a WHO Rapid Evidence Appraisal for COVID-19 Therapies (REACT) munkacsoportja által közzétett metaanalízis szerint a hidrokortizon hatásosnak bizonyult a kritikus állapotú Covid19-betegek halálozási arányának csökkentésében a szokásos ellátással vagy placebóval összehasonlítva.
A kortikoszteroidok alkalmazása súlyos és halálos "hiperinfekciós" szindrómát okozhat a strongyloidiasisban szenvedőknél, amely a Strongyloides stercoralis parazitának kitett populációkban alapbetegség lehet. Ez a kockázat csökkenthető a szteroidkezelés előtt az ivermektin előzetes alkalmazásával.

### Budesonid
Ennek az inhalációs szteroidnak a Covid19-fertőzés korai szakaszában történő alkalmazása csökkentette a sürgős orvosi ellátás szükségességének valószínűségét és a gyógyulásig eltelt időt. További vizsgálatok folyamatban vannak. 2021 áprilisában a budezonidot az Egyesült Királyságban a hatóságok engedélyezték a Covid19 kezelésére eseti alapon történő, off-label használatra.

### Egyéb
A ciclesonidot, egy asztma kezelésére szolgáló inhalációs kortikoszteroidot, egy Dél-Koreában végzett in vitro gyógyszer-szűrővizsgálat során vírusellenes jelöltként azonosították. Ezt már alkalmazták a tüneteket megelőző Covid19-betegek kezelésére, és jelenleg klinikai vizsgálatok folynak vele.

## Vitaminok

### C-vitamin
A Covid19 szupportív kezelésének részeként javasolták a mikrotápanyagok, köztük a C-vitamin pótlását, mivel a szérum és a leukociták C-vitamin-szintje a fertőzés akut szakaszában a fokozott anyagcsereigény miatt lecsökken. Vizsgálták a nagy dózisú intravénás C-vitamin alkalmazását. A ClinicalTrials.gov szerint legalább 34 folyamatban lévő, C-vitamint is tartalmazó klinikai vizsgálat van folyamatban, amelyekben már befejeződtek vagy folyamatban van a Covid19-cel kórházba került és súlyosan beteg emberek felvétele.

### D-vitamin
A Covid19-világjárvány idején érdeklődés mutatkozott a D-vitamin-állapot és a kiegészítők iránt, mivel a súlyos Covid19 és a D-vitamin-hiány kockázati tényezői között jelentős átfedés van. Ezek közé tartozik az elhízás, az idősebb kor és a fekete vagy ázsiai etnikai származás, és figyelemre méltó, hogy a D-vitamin-hiány különösen gyakori ezekben a csoportokban.
A National Institutes of Health (NIH) Covid19-kezelési irányelvei 2020 júliusában kijelentették, hogy "nincs elegendő adat ahhoz, hogy a D-vitamin alkalmazását a Covid19 megelőzésére vagy kezelésére ajánljuk vagy ellenezzük".
Megismételték azt az általános ajánlást, hogy fontolóra kell venni a D-vitamin-kiegészítők szedését, különösen a nyugati népesség D-vitamin-hiányának szintjét figyelembe véve. Az angol National Institute for Health and Care Excellence (NICE) 2021 februárjától továbbra is kis dózisú D-vitamin-kiegészítést javasolt a kevés napfénynek kitett emberek számára, de azt ajánlotta, hogy a szakemberek ne ajánljanak D-vitamin-kiegészítést kizárólag a Covid19 megelőzésére vagy kezelésére, kivéve, ha az egy klinikai vizsgálat része.
Több tanulmány is beszámolt a már meglévő D-vitamin-hiány és a betegség súlyossága közötti összefüggésekről. Ezek több szisztematikus áttekintése és metaanalízise azt mutatja, hogy a D-vitamin-hiány összefüggésbe hozható a Covid19-fertőzés nagyobb valószínűségével, és egyértelműen kimutatták, hogy a hiány és a betegség nagyobb súlyossága között jelentős összefüggések vannak, beleértve a kórházi kezelés és a halálozási arányok mintegy 80%-os relatív növekedését. Megkérdőjelezték a bevont tanulmányok némelyikének minőségét és azt, hogy ez ok-okozati összefüggést bizonyít-e.
Számos klinikai vizsgálat van folyamatban vagy már befejeződött, amelyekben a Covid19-fertőzés megelőzésére vagy kezelésére szájon át szedhető D-vitamin és annak metabolitjai, például a kalcifediol alkalmazását értékelik, különösen D-vitaminhiányban szenvedő személyek esetében.
Egy metaanalízis tárgyát képezte az orális D-vitamin-pótlás hatása az intenzív osztályra való felvétel szükségességére és a kórházi Covid19-betegek halálozására. A D-vitamin-pótlásban részesülő betegeknél jóval alacsonyabb intenzív osztályra való felvételi arányt találtak, amely a pótlás nélkül tapasztaltaknak mindössze 36%-a volt (p<0,0001). Ebben a metaanalízisben nem találtak jelentős hatást a halálozásra. Ezen elemzések bizonyosságát korlátozza a D3-vitamint (kolekalciferol) és kalcifediolt egyaránt tartalmazó vizsgálatok heterogenitása, de ezek az eredmények a Covid19 súlyosságának javításában betöltött potenciális szerepre utalnak, a halálozásra gyakorolt hatások alátámasztásához azonban több megbízható adatra van szükség.
A kalcifediol, amely 25-hidroxi- D-vitamin, gyorsabban aktiválódik, és több vizsgálatban is alkalmazták. A közzétett eredmények áttekintése arra utal, hogy a kalcifediol-pótlás védő hatással lehet az intenzív osztályra való felvétel kockázatára a Covid19-betegek esetében.

## Egyéb
Az angiotenzin-konvertáló enzim 2 egyik formája, a kezelés hatékonyságának megállapítására jelenleg egy II. fázisú vizsgálat folyik, amelybe 200 beteget toboroznak súlyos, kórházi esetekből Dániában, Németországban és Ausztriában.
Néhány antibiotikum, amelyet a Covid19-kezelésként való potenciális újrafelhasználhatóságként azonosítottak, beleértve a teikoplanint, az oritavancint, a dalbavancint, a monenzint és az azitromicint. New York állam 2020. március 24-én kezdte meg az azitromicin antibiotikummal kapcsolatos vizsgálatokat.
2020. július 31-én az Egyesült Államok Élelmiszer- és Gyógyszerügyi Hivatala (FDA) engedélyezte a Revive Therapeutics számára, hogy folytassa a randomizált, kettős vak, placebokontrollos, megerősítő III. fázisú klinikai vizsgálati protokollt, amely a bucillamin nevű reumaellenes szer biztonságosságát és hatékonyságát vizsgálja enyhe-közepes Covid19-ben szenvedő betegeknél.
Az orális JAK-gátló baricitinibet szintén vizsgálják a Covid19 kezelésében. 2020 novemberében az FDA sürgősségi felhasználási engedélyt adott a baricitinib adására bizonyos, feltételezett vagy igazolt Covid19-cel kórházba került személyek (konkrétan a kétéves vagy annál idősebb, kiegészítő oxigénre, gépi lélegeztetésre vagy ECMO-ra szoruló felnőttek és gyermekek) számára, de csak a remdesivirrel együtt. Egyetlen klinikai vizsgálatban kimutatták, hogy ez a kombinált terápia kis mértékben, de statisztikailag szignifikánsan befolyásolta a betegek kimenetelét a remdesivir önmagában történő alkalmazásához képest. 2021 áprilisában az Európai Gyógyszerügynökség (EMA) megkezdte a baricitinib kiterjesztett alkalmazásának értékelését a Covid19 kezelésére a tízéves vagy annál idősebb, kiegészítő oxigénre szoruló, kórházban fekvő betegeknél. 2021 júliusában az FDA felülvizsgálta a baricitinibre vonatkozó EUA-t, amely most már kizárólag a Covid19 kezelésére engedélyezi a kétéves vagy idősebb, kiegészítő oxigénre, nem invazív vagy invazív mechanikus lélegeztetésre vagy extrakorporális membránoxigenizációra (ECMO) szoruló kórházi betegeknél. A felülvizsgált EUA szerint a baricitinibet már nem kell a remdesivirrel együtt adni.
2021-ben a Covid19 esetében a gyógyszer-újrafelhasználás fontossága széles spektrumú terápiák létrehozásához vezetett. A széles spektrumú terápiák többféle kórokozó ellen hatásosak. Az ilyen gyógyszereket a jövőbeli világjárványok potenciális sürgősségi kezelésére javasolták.
A hisztamin H2-receptor antagonisták vizsgálata folyamatban van. A cimetidint javasolták a Covid19 kezelésére. A famotidint a Covid19 kezelésére javasolták, és jelenleg is folyik egy klinikai vizsgálat.
A kanadai Montreali Szívintézet kutatói a kolhicin szerepét vizsgálják a gyulladás és a tüdőszövődmények csökkentésében a Covid19 enyhe tüneteitől szenvedő betegeknél. A COLCORONA elnevezésű vizsgálatba 6000 olyan 40 éves és idősebb felnőttet toboroztak, akiknél Covid19-et diagnosztizáltak, és enyhe, kórházi kezelést nem igénylő tüneteket tapasztaltak. Nem vehettek részt a vizsgálatban azok a nők, akik terhesek vagy szoptattak, illetve akik nem rendelkeztek hatékony fogamzásgátló módszerrel. A vizsgálat eredményei kedvezőek, de nem meggyőzőek.
A fenofibrátot és a bezafibrátot javasolták a Covid19 életveszélyes tüneteinek kezelésére. A fenofibrát egy izraeli vizsgálatban a kórházba került Covid19-es betegeknél a kezelést követő 48 órán belül csökkentette a súlyos progresszív gyulladásmarkereket is. Rendkívül ígéretes eredményeket mutatott azáltal, hogy beavatkozik a coronavírus szaporodásának módjába.
Az Egyesült Királyságban "Liberate" elnevezésű vizsgálatot indítottak annak megállapítására, hogy az ibuprofén mennyire hatékonyan csökkenti a Covid19-betegeknél légzési nehézségeket okozó tüdőkárosodás súlyosságát és progresszióját. Az alanyok a szokásos ellátás mellett három adagot kapnak a gyógyszer egy speciális formulájából - lipid ibuprofénből -.
Egy Brazíliában végzett klinikai kohorszvizsgálat megállapította, hogy azok a Covid19-betegek, akik nemrégiben influenza elleni védőoltást kaptak, kevesebb intenzív ápolási támogatást igényeltek, kevesebb invazív légzéstámogatásra szorultak, és kisebb volt a halálozási valószínűségük.
A nanoFenretinid nanorészecske méretű fenretinid és újrahasznosított onkológiai gyógyszer, amelyet a klinikumba való belépésre engedélyeztek limfóma indikációban. Egy Dél-Koreában végzett in vitro gyógyszerszűrési vizsgálat során vírusellenes jelöltként azonosították. A fenretinid klinikai biztonsági profilja miatt ideális jelölt a kombinációs kezelésekben is.
A szildenafilt, közismertebb nevén a Viagrát a Covid19 kezelésére javasolják, és egy III. fázisú klinikai vizsgálat folyamatban van.

## Fordítás
Ez a szócikk részben vagy egészben  a   COVID-19 drug repurposing research című angol Wikipédia-szócikk ezen változatának fordításán alapul.  Az eredeti cikk szerkesztőit annak laptörténete sorolja fel. Ez a jelzés csupán a megfogalmazás eredetét és a szerzői jogokat jelzi, nem szolgál a cikkben szereplő információk forrásmegjelöléseként.